# Мойсей Береговски
Мойсей (Моше-Аарон) Яковлевич Береговски (на украински: Мойсей Якович Береговський, на идиш: משה אהרן בערעגאָווסק, на иврит: משה ברגובסקי) е украински и еврейски музиколог и фолклорист, изследовател на еврейския фолклор, експерт по клезмерска музика. Наричан е най-изявеният етномузиколог на източноевропейското еврейство.

## Детство и младост
Береговски е роден на 28 декември 1892 (по други данни на 23 януари 1892 г.) в с. Термаховка, Киевска губерния. Син е на меламед – религиозен наставник, учител в хедер (основно начално училище на ашкеназите) и мидраш (начално караитско училище). От малък мечтае да учи музика и пее в хора на синагогата. Тогава за първи път се запознава с еврейските музика и песни, които впоследствие записва и включва в своята антология.
На 13-годишна възраст заминава сам за Киев и се записва в Пета киевска гимназия. Изкарва прехраната си с уроци и полага всички изпити за получаване на зрелостно свидетелство като външен ученик. От 1912 г. свири в различни оркестри. От 1915 г., в продължение на 5 години учи в Киевската консерватория в класа по виолончело на професор Фридрих фон Мулерт и завършва през 1920 г. в класа по композиция на Болеслав Яворски. През студентските си години преподава музика в киевски еврейски училища и гимназии и ръководи хора към Обществото за еврейска народна музика.
Връзката на Береговски с еврейската културна организация в Киев започва през 1918 г. Две години по-късно основава музикално училище към нея и е негов директор до 1922 г. В периода 1922 – 1924 г. преподава пеене в 48-о еврейско сиропиталище в Петроград, където са събрани деца, осиротели при еврейските погроми в Украйна. След това работи в Малаховка, близо до Москва, в експерименталното училище на Юлий Енгел, където известно време уроци по рисуване преподава Марк Шагал.

## Зрялост
Когато е на 30 години, интересът му към фолклористиката се задълбочава и постепенно се превръща в негово призвание. Сериозно влияние върху избора му на професия оказва украинският музикален фолклорист Климент Квитка, завеждащ Катедрата по музикална етнография в Украинската академия на науките. Под негово ръководство Береговски получава необходимите методологични навици и започва активна работа по записите на песни на идиш, разучава караитския фолклор и записва музиката на фонограф. От 1922 продължава образованието си в Петроградската консерватория, която завършва през 1924 г. в класа по композиция на Максимилиан Щайнберг.
През 1926 г. Береговски се завръща в Киев и започва работа в музикалното училище като ръководител на детския отдел. От 1929 до 1947 г. издирва еврейски фолклор в Украйна, като прави 2000 полеви записа на 700 фонографски цилиндъра по време на експедициите си в районите на Киев, Одеса, Николаев, Днепропетровск, Запорожие и Виница, както и в историческата област Галиция.
В периода 1928 – 1936 е ръководител на Катедрата по музикална фолклористика в Института за еврейска пролетарска култура към Академията на науките на Украинската ССР, а впоследствие оглавява Катедрата по музикална етнография. Всяко лято се отправя с фонографа на експедиции и записва многочислените мелодии, изпълнявани от най-различни хора. През 1936 г. институтът е закрит и почти всички негови ръководители и много от сътрудниците са арестувани. Вместо него към Киевската консерватория е създадена малка организация с названието „Катедра за изучаване на еврейския език, литературата и фолклора“, Береговски е назначен за ръководител на фолклорния отдел и работи там през следващите 13 години.
Жени се за Сара Йосифовна и има дъщеря и две внучки – Елоя и Алена. Дъщеря му Еда Береговска (р. 1929 г.) става писателка, специалист в областта на френската стилистика и методите на преподаване на френски език, автор на няколко училищни учебника по френски език.
Береговски почти никога не работи само на едно място. Прз 1937 г. започва да чете курс по музикален фолклор към теоретично-историческия факултет на консерваторията. Освен това участва в организирането на еврейската секция към Съюза на съветските композитори в Украйна и възглавява бюрото на секцията.
През военните години експедициите са прекратени. Береговски е призован в армията, но след два месеца е демобилизиран. Евакуиран е с Академията на науките в град Уфа, където продължава дейността си на фолклорист. Изучава башкирския музикален фолклор и народно-песенния репертоар на украинците, които са попаднали в Башкирия още при Екатерина II. През 1942 г. подготвя и изпраща в Ленинградската консерватория третия том на антологията си „Еврейски музикален фолклор“, като кандидатска дисертация. През 1944 г. защитава дисертация в Москва.

## Следвоенни години
От 1947 г. Береговски отново започва работа като старши преподавател по музикална фолклористика в Киевската консерватория. Подготвя докторска дисертация, като за тази цел ползва последния том от антологията си – „Еврейски народни музикално-театрални представления“. Тя обаче не е представена за защита, поради политическата ситуация в онова време.
През 1949 г., в разгара на сталинската антисемитска кампания, е арестуван директорът на Катедрата за еврейска култура Ели Сливак и последното еврейско научно учреждение в СССР е ликвидирано. Береговски е обявен за космополит и работите му са жестоко критикувани. Обвинен е в антисъветска дейност, уволнен от консерваторията, изключен от Съюза на композиторите и му е отнето правото да работи по специалността си, а събраните от него материали са отнесен от органите. На 18 август 1950 г. е арестуван и осъден за „групова антисъветска агитация“ на 10 години затвор в „лагер с особен режим“. Заточен е в сибирския град Тайшет. Два пъти след смъртта на Сталин прокуратурата разглежда случая на „космополита“ Береговски и два пъти решава, че е бил осъден правилно. В лагера здравето му силно се влошава и той е освободен като инвалид, след прекарани 5 изгнанически години, но не е оправдан и няма право да се върне вкъщи. Ученият започва борба за реабилитацията си, пише писма до различни институции, получава поддръжката на Дмитрий Шостакович и Максим Рилски и на 11 юни 1956 г. е реабилитиран.
Днес това, което е останало от архива на Мойсей Береговски се съхранява в отдела за ръкописи на Украинската държавна библиотека „Владимир Вернадски“.
Мойсей Яковлевич Береговски умира на 12 август 1961 г. в Киев.

## Творчество
Творбите на Береговски са най-голямата и най-внимателно нотирана колекция на еврейска музика в периода преди Втората световна война и ранната следвоенна Европа. Особено задълбочено се интересува и изучава клезмерската музика, която е много по-малко събирана от народните песни на идиш. До 1941 г. успява да събере 700 примера от жанра, които включват собствените му полеви записи, музикални ръкописи и колекции, наследени от по-възрастния фолклорист Зиновий Киселхоф.
Береговски е активен събирач на еврейски музикален фолклор, автор на редица произведения, в които еврейското музикално народно изкуство е задълбочено анализирано от гледна точка на съвременната музикология. Пише своите произведения на руски и идиш. Основната му работа е петтомната антология „Еврейски музикален фолклор“, също написана на руски и идиш. Първият том, озаглавен „Работнически и революционни песни“, е даден за печат през 1932 г. и излиза през 1934 г. Вторият том, планиран за издаване на следващата година, така и не се появява.
Петтомната антология се състои от:
том 1 – „Работнически и революционни песни“
том 2 – „Любовни и семейно-битови песни“
том 3 – „Еврейска народна инструментална музика“
том 4 – „Еврейски народни напеви без думи“
том 5 – „Еврейски народни музикално-театрални представления“
През 1937 г. успява да издаде малката брошура „Еврейска инструментална народна музика“, написана на идиш. На следващата година се появява още една книга – сборникът „Еврейски народни песни“. За да бъде отпечатан, от издателството му налагат да включи като съавтор поета Ицик Фефер, когато произведението вече е почти готово. През 1962 г. излиза още един сборник със същото заглавие – „Еврейски народни песни“.
Въпреки че в своите произведения Береговски умерено използва религиозна терминология, той разбира значението ѝ и се опитва да постигне подходящ баланс между класификацията на литургичната музика и диктата на съветската идеология. Работата му издига нивото на еврейската етномузикология до най-високите стандарти. Неговият принос представлява крайъгълният камък на всички сериозни изследвания на източноевропейските народни музикални традиции.
Освен събираните в Катедрата материали, постепенно властите започват да изпращат в нея и такива от еврейски архивни фондове и библиотеки от различни градове. Пристигат материалите от ликвидираната фонографска колекция на Ленинградското еврейско историко-етнографско дружество. Вдовицата на Юрий Енгел предава в Катедрата архивите на композитора, пристигат и архивите на Зиновий Киселхоф, събирач на еврейски народни песни. Береговски отдавна вече работи по съставяне на антологията и включва към нея все нови и нови материали.
През 1944 – 1945 г., по време на войната, Береговски пътува с експедиции до местата на еврейските гета. Записва песни от малкото оцелели затворници, но е изправен пред страха на евреите да говорят с него, защото по това време всеки, който е бил в окупираните територии, е можел да бъде обвинен в помощ на германците. Музикологът създава уникална колекция от документи и песни, която съдържа хиляди песни, записани на идиш и научени от евреите по време на предвоенна Русия и Втората световна война. Заедно с етномузиканти и лингвисти той успява да събере и по този начин да спаси много еврейски народни песни. От научна гледна точка това е находка от абсолютно безпрецедентен мащаб, тъй като нито една от тези песни не е била позната до този момент и не се е появявала нито в архивите, нито в устни свидетелства.
След войната се връща в Киев и пътува отново с експедиции през Украйна и Литва. Въз основа на събраните материали, подготвя заедно с езиковеда Рувим Лерер сборника „Еврейският фолклор в годините на Великата отечестена война“, в който влизат фронтови песни, песни от еврейските гета и няколко приказки от Лерер. Сборникът обаче, не е издаден. В Израел се пазят копия на някои от останалите непубликувани творби на Береговски – „Пуримшпил“ и „Изкуството на клезмера“.
През 1960 г., по настояване на фолклориста Виктор Виноградов, Береговски носи в Москва подготвената за печат петтомна антология и я представя за обсъждане в комисията по музикология и музикална критика към Съюза на писателите на СССР. Неговите теоретични трудове, създадени на базата на уникалния му практически опит, служат като въведение в антологията и представляват отделни статии. Темата им е предимно жанровата структура на еврейската народна музика, нейната модална организация, семантичните характеристики на еврейския лад и мелодичните и ритмични характеристики. Това е неговият 30-годишен труд, за който получава обещание, че ще бъде издаден.
Бюрократичната машина обаче е твърде бавна и Береговски не успява да дочака издаването на труда на целия му живот. Той умира през 1961 г. През 1987 г. е издаден третият том на антологията. Четвъртият излиза през 1999 г., а петият – през 2001 г. в Киев, когато от публикуването на първия том са изминали почти 80 години. Вторият том не е публикуван и до днес.
През 2001 г. Марк Слобин, професор в музикалния отдел в Уеслианския университет, организира и преиздава голяма част от колекцията на Береговски в САЩ. В едно интервю той казва, че „Береговски е невероятен човек“. „Когато събира тази музика работи в силно антирелигиозна атмосфера. В института си създава истински архив на източноевропейската еврейска музика с хиляди восъчни цилиндри (фонографски) и подробна картотека. Той е единственият човек, който е направил това за музиката на идиш и е отличен етномузиколог.“